# Platyschkuhria
Platyschkuhria es un género de plantas fanerógamas perteneciente a la familia de las asteráceas. Comprende 5 especies descritas y solo 2 aceptadas.

## Taxonomía
El género fue descrito por (A.Gray) Rydb. y publicado en Bulletin of the Torrey Botanical Club 33(3): 154. 1906. La especie tipo es: Platyschkuhria integrifolia (A.Gray) Ryd.

## Especies aceptadas
A continuación se brinda un listado de las especies del género Platyschkuhria aceptadas hasta junio de 2012, ordenadas alfabéticamente. Para cada una se indica el nombre binomial seguido del autor, abreviado según las convenciones y usos.
- Platyschkuhria integrifolia (A.Gray) Ryd.
- Platyschkuhria ourolepis (S.F.Blake) Ellison